# Resonance of Fate
Resonance of Fate, llamado en Japón End of Eternity (エンド オブ エタニティ Endo Obu Etaniti?), es un RPG desarrollado por tri-Ace y producido por Sega para Xbox 360 y PlayStation 3. Su salida al mercado tiene fecha en Japón para 28 de enero de 2010; en Estados Unidos para el 16 de marzo de 2010 y en Europa para el 26 de marzo de 2010.

## Argumento
En un futuro distante, la Tierra ha sufrido un cambio drástico en el medio ambiente. Por razones desconocidas, la superficie está impregnada por una capa de gases tóxicos, lo que casi provoca la extinción de la humanidad por su incapacidad a adaptarse al medio. Los supervivientes crearon un gran dispositivo llamado Basel, un purificador del ambiente enterrado en la tierra, que limpia el ambiente de las tierras circundantes y se espera que el resto del planeta también. A su alrededor, se inició una nueva civilización. Las clases altas se alojaron en apartamentos de lujos en la parte superior de Basilea; en cambio la clase baja vive en los muchos distritos que están en el tronco y base del dispositivo. Tras un tiempo de tranquilidad, la depuradora empieza a dar fallos de funcionamientos.

## Sistema de juego
El juego utiliza el "sistema tri-Attack-Battle" o t-A-B, un sistema de batalla en semi-tiempo real, porqué se trata de una mezcla basada en batallas en tiempo real y por turnos. El juego contiene elementos de batallas, tales como comando de batalla y acciones de batalla. El jugador inicia la batalla seleccionando al personaje que controlará. Entonces, el jugador puede mover el personaje alrededor del objetivo seleccionado y atacarlo, el turno termina cuando el personaje termina su ataque. Los enemigos también son capaces de moverse cuando el personaje está en movimiento, y por lo normal ataca solamente al personaje controlable.
El turno de cada personaje está limitado por tiempo, durante el cual puede moverse o cambiar de arma. Sin embargo, durante el turno solamente se puede hacer un ataque, incluso si el tiempo no ha acabado se termina el turno al realizarlo. Para atacar un enemigo, primero se selecciona y luego se presiona el botón de ataque. Después, el personaje comenzará a prepararse para el ataque. El ataque se realizará cuando el medidor de carga de la pantalla esté lleno. El jugador puede optar por cargar múltiple veces en el mismo turno, aunque necesite más tiempo el ataque será más poderoso. El tiempo de carga depende de la distancia con el enemigo, más cerca de él menos tiempo necesita de carga pero será más vulnerable a sus ataques. El medidor de carga de los enemigos también se puede observarse sobre la cabeza de ellos.
Los personajes se pueden mover libremente por el campo de batalla, aunque tienen la opción de crear rutas predefinidas para el personaje. Mientras se muevan por la ruta predefinida, los personajes tienen acceso a "ataques invencibles", que mientras se realiza recarga del ataque, el personaje es invencible. Sin embargo, el uso de estos ataques requiere el uso de un elemento conocido como "indicador de estado invencible". Es un elemento esencial para la batalla y se obtiene a través de una variedad de métodos, tales como tratar una cierta cantidad de daño a los enemigos. Los personajes puede defenderse a través de diferente formas, como saltar que permite evitar ataques enemigos o obstáculos. Incluso mientras salta en el aire, los personajes son capaces de desencadenar un ataque especial que puede dar lugar a ciertas acciones. Las armas en el juego también se pueden personalizar mediante el uso de elementos obtenidos al derrotar a los enemigos, como munición adicional o mayor alcance.
Los jugadores pueden reiniciar la batalla si son derrotados. Por lo tanto, las batallas se han hecho más difíciles. Los jugadores pueden suspender y salvar la partida en cualquier momento durante el juego. También es posible guardar la partida en mitad de una batalla, permitiendo a los jugadores disfrutar cualquier momento del juego.

## Personajes

### Protagonistas
- Zephyr (ゼファー Zefā?): un joven de 17 años y protagonista principal del juego. Un huérfano criado en los servicios de guardería. Pose una panorama de la vida difícil, proclamando que "el hecho de que la vida es una prueba de que no hay Dios". En su adolescencia, fue adoptado por Vashyron para trabajar su Empresa Militar Privada (EMP) e inició su vida como mercenario. En las fotos mostradas del videojuego, se presenta con dos sub-ametralladoras. Su voz en Japón corre a cargo de Hiro Shimono.

- Vashyron (ヴァシュロン Vashuron?): un hombre de 26 años que sirvió en el ejército, Vashyron abrió su propia agencia para ganarse la vida, la EMP. Durante una misión de reprimir disturbios entre un grupo de adolescente, se encontró con Zephyr, quien era su objetivo. En su pasado militar, estuvo bajo el mando de los Cardinal y fue el único superviviente de su equipo de una escaramuza a gran escala. En las fotos mostradas del videojuego, se presenta con pistolas. Su voz en Japón corre a cargo de Ken Narita.

- Leanne (リーンベル Rīnberu?): una hermosa mujer de 21 años con el pelo rubio. Ella estuvo a punto de perder su vida en el momento que conoció a Zephyr, y fue el que la alistó a la EMP de Vashyron. Durante las batalla, realiza movimiento ágiles.[6] Su voz en Japón corre a cargo de Aya Endō.

### Cardenales
Es una organización que guía la orden religiosa Riedel y son los responsables del sistema de clases establecido en Basel. Originalmente, el consejo de administración de Riedel era liderado por el Papa Frida, pero ella murió a la edad de 20 años. Su muerte afectó a muchas personas, ya que les había inculcado esperanza en sus corazones. Sin un sucesor adecuado para Papa, los Cardinal toman el cargo de gobierno y comienzan a tener más influencia sobre la gente.
- Rowen (ロエン Rôen?): este hombre de 43 años es quien tomó las riendas en nombre de Cardinal tras la muerte del Papa. Tiene una gran preocupación y conflicto sobre el futuro de Basel; y reza para la prosperidad y felicidad de su pueblo. Su actitud hacia los cambios de Dios es el progreso de la historia.

- Sullivan (サリヴァン Sarivan?): después de la muerte del Papa, este misterioso hombre de 43 años aparece frente Roen y le pide que desea ayudarle. Con permiso de Roen, empieza un proyecto en el centro de investigación Etasil que está vinculado con el futuro de Basel.

- Juris (ユリス Yurisu?): un investigador de 45 años del centro de investigación Etasil. Aunque parezca que tiene una actitud fría con el Sujeto #20, es un hombre de confianza.

- Teresa (テレサ Teresa?): una aristócrata de 65 años que trabaja para los Cardinal.

- Jean-Paulet (ジャンポール Janpōru?): un hombre de 21 años que trabaja con los Cardinal. Su narcisismo, es clave para el desempeño de sus funciones.